# Fuxleben
Fuxleben ist ein nicht amtlicher Ortsname im Gemeindegebiet von Neuching im oberbayerischen Landkreis Erding.
Der Ort liegt an der Römerstraße zwischen Finsing und Oberneuching auf der Gemarkung Oberneuching. Er wird dem Gemeindeteil Oberneuching zugerechnet, liegt westlich vom Pfarrdorf Oberneuching und besteht aus einem Wohngebäude.
Fuxleben wurde in den Ortsverzeichnissen von 1952, 1964 und 1972 als Gemeindeteil von Oberneuching geführt. Auf einer topografischen Karte erscheint der Name erstmals in der Ausgabe von 1972. Seit dem Ortsverzeichnis 1978 wird Fuxleben nicht mehr aufgeführt, die Aufhebung des amtlichen Gemeindeteils erfolgte folglich zwischen 1972 und 1978.
Einwohnerentwicklung
- 1950: 4 Einwohner, 1 Wohngebäude
- 1961: 3 Einwohner, 1 Wohngebäude
- 1970: 5 Einwohner